# Abade de Arcozelo
Cândido José Aires de Madureira (Agrobom, Alfândega da Fé, 1825 - Porto, 4 de Agosto de 1900), mais conhecido principalmente pelo título de Abade de Arcozelo.
É considerado, juntamente com Castilho e João de Deus, um dos mais importantes pedagogistas portugueses do século XIX.
O seu trabalho foi, porém, sustentado por estudos de índole científica mais rigorosos que no caso dos outros dois. Foi, aliás, amigo de João de Deus, tendo-lhe publicado a "Arte de Leitura" (Cartilha Maternal), como consta no frontispício da mesma. Profundo conhecedor dos métodos de ensino da leitura e escrita então em voga (incluindo o que se fazia no Brasil, como os esforços de Abílio César Borges) foi autor de uma Historia dos Methodos de Ensino da Linguagem em Portugal desde Castilho, de 1886.
Baseando-se nos trabalhos pedagógicos de Chavée e de Baudry, que desenvolveram estudos no campo do ensino/aprendizagem da leitura e escrita através de processos organofonético-fisiológicos, escreveu a sua obra pedagógica principal, o Methodo de Leitura e Escripta pelo Alphabeto Natural de 1893. Preocupou-se também com a reabilitação dos surdos, dedicando a este tema um Methodo legografico pelo alphabeto natural, systema organo-phonetico e physiologico dos sons e cuja elaboração exigia vastos elementos de fonetica e de physiologia. Os seus no âmbito da fonética permitiram-lhe ensinar a falar a um surdo, servindo-se, para isso, do tacto e da vista, utilizando o alfabeto manual e a mímica.
Foi pároco na diocese do Porto, de Custóias (de 1857 a 1860) e de Arcozelo (de 1860 a 1895).
Foram ainda, titulares do cargo de Abade de Arcozelo, André de Mariz de Faria e João da Fonseca Coutinho.